# Изложба „Нови чланови” (1968)
Изложба „Нови чланови” се одржала у периоду од 4. до 15. марта 1968. године у Уметничком павиљону „Цвијета Зузорић”.

## Излагачи
1. Мирослав Арсић
2. Божидар Бабић
3. Радмила Бобић
4. Мира Бртка
5. Милун Видић
6. Слободан Вукдраговић
7. Бранислав Вулековић
8. Ђурђина Давидов
9. Љубомир Денковић
10. Живко Ђак
11. Миленко Жарковић
12. Владимир Живанчевић
13. Иванка Живковић
14. Јован Живковић
15. Јулкица Масниковић Зубовић
16. Бириљ Александар Јовановић
17. Милан Јовановић
18. Зоран Јокић
19. Ференц Калмар
20. Светозар Каменовић
21. Смаил Караило
22. Јован Крижек
23. Велимир Матејић
24. Ференц Мауриц
25. Душан Машовић
26. Мића Михајловић
27. Жика Мишков
28. Мића Недељковић
29. Рајка Николић
30. Беба Ружица Павловић
31. Александра Стјепановић Паскутини
32. Томислав Петровић
33. Мирко Радуловић
34. Вера Ристић
35. Миодраг Станковић
36. Мирослав Стојановић
37. Стојан Стојчевић
38. Шандор Торок
39. Петар Ђурчић
40. Реџеп Фери
41. Ђорђије Црнчевић
42. Златана Чок